# Barbara Regina Dietzsch
Barbara Regina Dietzsch (22 septembre 1706 à Nuremberg - 1er mai 1783 dans la même ville) est une femme peintre et illustratrice de la dynastie d'artistes Dietzsch de Nuremberg.

## Biographie
Elle est la fille ainée du peintre Johann Israël Dietzsch. Elle travaille dans l'atelier de son père, comme sa fratrie.

## Œuvres
Ses œuvres montrent des représentations très populaires d'oiseaux, d'insectes et de fleurs, comme sa contemporaine Anna Maria Sibylla Merian. De 1772 à 1775, l'éditeur Knorr publia le livre des fleurs et de dessins avec des gravures d'après ceux de Dietzsch.

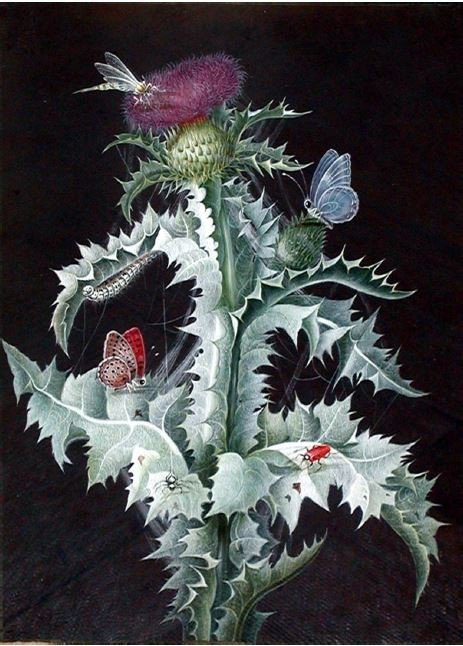
Étude pour un chardon par Barbara Regina Dietzsch, aquarelle
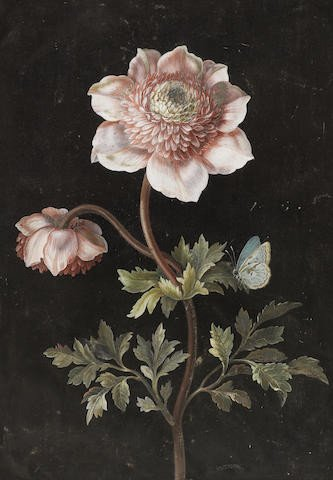
Anémones et Phengaris arion) par Barbara Regina Dietzsch